# 廢話
廢話（英語：Nonsense），即無意義的話。廢話指的是一段在當時情況下對事情發展沒有任何正面作用的語言，或者是在邏輯上矛盾的話。另外，亦指以文字或符號組成但不具備任何意義的聲音或句子，或可指某人。
臺灣人常用的幹話一詞是指聽起來似乎有一些道理、但事實上會發現似乎有說跟沒說一樣，不切實際的話語，基本上就是空話，但還是有人會相信。從解決問題的層面而言，沒有辦法解決問題、且對事情沒有任何幫助的叫「廢話」；不但不能解決問題、還可能製造更多矛盾的叫「幹話」。

## 廢話的種類
- 无意义，难以理解的话： 这类话比较容易被分辨为废话，但在生活与交流中则难以见到。例如：“話他狗綠馬非四車”這句話沒有意義，因為这句话并无意义，且不符合中文语法。
- 重言句或极为基础的事实： 这类话并非没有意义，但在日常交流中没有给予任何有用的信息。例如“您的母亲为一名女性”，由於根據普遍的定義，只有女人才可以生育，因此生出您的母親，必為女人。另外，像“十进制下1+1=2”亦常被理解為廢話，這是由於根據我們對數字和加法的基本了解，而且所有描述都是事實，重複描述並沒有產出任何實際意義，所以被歸類為廢話。
- 錯誤，毫無根據或毫無可能的描述： 這类話同样比较容易被分辨为废话，因为它描述的出發點是空虛的，而且違反常理，例如：地球上太陽从西邊升起。由於我們清楚在太陽和地球的相對運動中，太陽必定由東邊升起，所以說太陽由西邊升起，可以說是一種錯誤。這種廢話跟重言句是相對的，因為恆真和恆錯的陳述都可以說是廢話，就如說太陽由西邊升起和說太陽由東邊升起對普通人來說都沒有意義。
- 矛盾： 這类話指描述前後不一致，比如說：您既高且矮。這種廢話類似上者，都是不可能發生的，不過這種廢話的特點是內含兩個不能並存的事實。很多科學的實驗其實就是證明某些陳述是矛盾的，科學不能證明某陳述為真，但可證明出錯誤及矛盾，比如有些電視節目想證明利用小動活塞不可以利用共振來破壞一條橋，證明結果後，其實說法就是和能量守恆的概念有所矛盾。

## 分辨其意義
如何分辨出廢話自然是一個問題，在通訊時，有意義的我們稱之為訊號(signal)，無意義的則稱為噪音(noise)。密碼學家設計了許多算法來分辨一句话是否有意义，這类算法通常去分析文字中的重複。在有意義的發言中，句子由詞組成，而詞是語言中最小的單位。如果只是亂數的將文字和標點排在一起的話，則不會有這特性。Zipf's Law則是設法以數學分析這種重複，密碼學家則選擇其他方法去分析。

## 教電腦說廢話
比一般語言重複更高的文字對於密碼學家是比較困難的，譬如神祕的伏尼契手稿。某些人則設法發明符合Zipf's Law的廢話，Markov鏈就是一個代表，它是一個可以亂數產生看來有意義的廢話的演算法。曾經就有人以 Mark V. Shaney 為名在美國的網路上使用Markov鏈來發表文章並發動一連串論戰。
另一個叫 Mad Libs 的演算法則是採在預先設計好的句子架構中填上名詞、動詞等來產生有意義的話。而其中的名詞、動詞又可以再以 Mad Libs演算法再加工過以增加句子的複雜度。Racter就是採用這演算法寫出來的。但需注意的是Racter所出過的書已被證明有人為加工過。

## 文意上的廢話
譬如說：「无色的绿概念睡的很生氣」，這是使用相反詞、無關詞和非物質詞來構成一句廢話，即邏輯上有矛盾的句子。而：「星期二的平方根」則是純粹使用無關詞組成的廢話。這種廢話原則可追溯至一公案：「一隻手鼓掌的聲音是什麼？」依鼓掌的定義，一隻手是沒辦法鼓掌的。
某些在一般情況下被視為廢話或不合常理的句子，在文學中可能是有意義的。儘管文意上不合邏輯、無意義，人仍會試著有創意的去解釋「無胸的大奶妹」的意思例如說她很在意自己乳房的大小，所以朋友都這樣叫她，表示親近和安慰。在文學上，「震耳欲聾的寂靜」不是廢話，它是一種映襯的修辭。
廢話也可以作為一種提示，例如當一個人發表了看似有意義的廢話：｢我媽媽是女人｣，這時若有人反駁說：｢誰不知道你媽媽是女人？｣由於｢你媽媽是女人｣這論述為人所共知的廢話，因此在此例則暗示成｢你正在說廢話｣，而｢你媽媽是女人｣則巧妙成有意思的論述。

## 思考廢話
廢話可能是由於定義上的衝突、定義域的不同所產生。但也有人覺得「世事洞明皆學問，人情練達即文章」，甚至有人覺得可能「一法通，萬法通」。
另一方面，思考廢話可能可以解決定義上的衝突。譬如，在婚內強姦的概念未形成前，強姦自己的妻子或丈夫的狀況匪夷所思，但現代認定夫妻性行為不得違反配偶的意願，否則即是強制性交（強姦）。另外，自殺的定義也可能改變使得無行為能力的人排除在自殺定義之外。或是，讓人偷竊他自己的東西。......這一切都在於定義改變或定義域的遷移。

## 其他意思
在流行文化中，如果你詢問他人，對方回答「廢話」，意即較為不禮貌的「的確、沒錯、當然」。這個詞會有這樣的演變的原因是，回答者認為對方的問題根本就是無庸置疑、講了也是多餘的事實（如「太陽是不是從東方升起？」「廢話！」）。

## 相關
- 無厘頭文化